# ابراهیم در اسلام

خوشنویسی ابراهیم

ابراهیم به عنوان یکی از پیامبران خدا در اسلام شناخته می‌شود. ابراهیم نقش برجسته‌ای به عنوان نمونه ایمان در یهودیت، مسیحیت و اسلام دارد. به عقیده مسلمانان، ابراهیم تمامی فرامین و امتحان‌هایی که خداوند برای او معین کرده بود را با موفقیت پشت سر نهاد. در نتیجه اعتقاد راسخ خود به الله، از سوی خداوند به ابراهیم وعده داده شد که رهبر همه ممالک جهان باشد. عید قربان که روزی مقدس در اسلام است، به یاد ایثار ابراهیم گرامی داشته می‌شود و هر مسلمانی که توانایی داشته باشد، باید برای ادای احترام، زیارت به کعبه در شهر حجاز مکه که توسط ابراهیم و پسرش اسماعیل به عنوان نخستین عبادتگاه روی زمین ساخته شده است را به جای آورد.
نام ابراهیم ۶۹ مرتبه در ۲۵ سوره قرآن آمده و از او همانند پیامبر اسلام به عنوان اسوه یاد شده‌است. در برخی از آیات، او در ردیف اخیار، صالحان، قانتان، صدّیقان، صابران و وفاکنندگان شمرده شده‌است.